# Liste des sénateurs belges (législature 1995-1999)
Pour les articles homonymes, voir Liste des sénateurs belges.
Liste des sénateurs pour la législature 1995-1999 en Belgique, par ordre alphabétique.

## Sénateurs de droit
- Philippe de Belgique
- Astrid de Belgique, depuis le 20 novembre 1996

## Président
- Frank Swaelen (CVP)

## Sénateurs élus directs

### Collège néerlandophone (25)
1. Bert Anciaux (VU)
2. André Bourgeois remplace Réginald Moreels (CVP)
3. Eddy Boutmans (AGALEV)
4. Ludwig Caluwé (CVP)
5. Jurgen Ceder (VB)
6. Hugo Coveliers (VLD)
7. Sabine de Bethune (CVP)
8. Jacques D'Hooghe (CVP)
9. Stephan Goris (VLD)
10. Jeannine Leduc (VLD)
11. Jan Loones (VU)
12. Nadia Merchiers (SP)
13. Guy Moens (SP)
14. Lisette Nelis-Van Liedekerke (VLD)
15. Eric Pinoie (SP)
16. Roeland Raes (VB)
17. Paula Sémer (SP)
18. Paul Staes remplace Miet Smet (CVP)
19. Frank Swaelen (CVP)
20. Erika Thijs remplace Jean-Luc Dehaene (CVP)
21. Geert Van Goethem (04.1998) remplace Louis Tobback (SP)
22. Francy Van der Wildt (SP)
23. Valère Vautmans en remplacement de Annemie Neyts[1](VLD)
24. Guy Verhofstadt (VLD)
25. Wim Verreycken (VB)

### Collège francophone (15)
1. Jean Bock (PRL-FDF)
2. Philippe Busquin (PS)
3. Christine Cornet d'Elzius (PRL-FDF)
4. Martine Dardenne (ECOLO)
5. Andrée Delcourt-Pêtre (PSC)
6. Claude Desmedt (PRL-FDF)
7. Alain Destexhe (PRL-FDF)
8. Jean-Marie Happart en remplacement de Laurette Onkelinx (PS)
9. Pierre Jonckheer (ECOLO)
10. Roger Lallemand (PS)
11. Philippe Mahoux (PS)
12. Jacqueline Mayence-Goossens (PRL-FDF)
13. Joëlle Milquet en remplacement de Gérard Deprez[1] (PSC)
14. Charles-Ferdinand Nothomb (PSC)
15. Robert Urbain (PS)

## Sénateurs de Communauté (21)

### Communauté flamande (10)
1. Leo Delcroix (CVP)
2. Jacques Devolder (VLD)
3. Vera Dua (AGALEV)
4. Leo Goovaerts (VLD)
5. Patrick Hostekint (SP)
6. Marc Olivier (CVP)
7. Chris Vandenbroeke (VU)
8. Joris Van Hauthem (VB)
9. Tuur Van Wallendael en remplacement de Lydia Maximus (SP)
10. Johan Weyts (CVP)

### Communauté française (10)
1. Philippe Charlier (PSC)
2. José Daras (ECOLO)
3. Armand De Decker (PRL-FDF)
4. Michel Foret (PRL-FDF)
5. Pierre Hazette en remplacement de Philippe Monfils (PRL-FDF)
6. Robert Hotyat (Ps)
7. Jean-François Istasse en remplacement de Henri Mouton (PS)
8. Francis Poty (PS)
9. Jacques Santkin (PS)
10. Magdeleine Willame-Boonen (PSC)

### Communauté germanophone
1. Hubert Chantraine (PSC)

## Sénateurs cooptés (10)

### groupe néerlandophone (6)
1. Door Buelens (VB)
2. Bea Cantillon (CVP)
3. Luc Coene (VLD)
4. Fred Erdman (SP)
5. Hugo Vandenberghe  (CVP)
6. Fons Vergote (VLD)

### groupe francophone (4)
1. Guy Charlier (PS)
2. Paul Hatry (PRL-FDF)
3. Dominique Jeanmoye en remplacement (11.12.1997) de Michèle Bribosia-Picard en remplacement (27.06.1995) de André Bouchat (PSC)
4. Anne-Marie Lizin (PS)